# Puninita
La puninita és un mineral que pertany al grup de l'euclorina. Fou anomenat així en honor de Iuri Olegovitx Punin, un cristal·lògraf rus del Departament de Cristal·lografia de la Universitat Estatal de Sant Petersburg; qui fou un expert en creixement cristal·lí.

## Característiques
La puninita és un mineral de fórmula química Na₂Cu₃O(SO₄)₃. Cristal·litza en el sistema monoclínic. Es troba relacionat estructuralmnent amb l'euclorina i la fedotovita. Com en altres oxisilfats de coure, l'estructura consisteix en dimers de [O₂Cu₆]8+ que es troben en contacte amb quatre tetrahedres de sulfat.

## Formació i jaciments
El mineral va ser descrit en sublimats d'una fumarola volcànica del volcà Tolbàltxic, a Kamtxatka.